# Norra Almsjön
Norra Almsjön är en sjö i Malung-Sälens kommun i Dalarna och ingår i Dalälvens huvudavrinningsområde. Sjön är 16 meter djup, har en yta på 1,03 kvadratkilometer och befinner sig 499,1 meter över havet. Sjön avvattnas av vattendraget Alman.

## Delavrinningsområde
Norra Almsjön ingår i det delavrinningsområde (675708-135519) som SMHI kallar för Utloppet av Norra Almsjön. Medelhöjden är 571 meter över havet och ytan är 10,13 kvadratkilometer. Det finns inga avrinningsområden uppströms utan avrinningsområdet är högsta punkten. Alman som avvattnar avrinningsområdet har biflödesordning 3, vilket innebär att vattnet flödar genom totalt 3 vattendrag innan det når havet efter 431 kilometer. Avrinningsområdet består mestadels av skog (84 procent). Avrinningsområdet har 1,03 kvadratkilometer vattenytor vilket ger det en sjöprocent på 10,2 procent.